# Wood Salele
Afualo Faamoetauloa Wood Salele est un économiste et homme politique samoan.

## Biographie
Économiste de formation, il obtient un diplôme de licence de l'université du Pacifique Sud puis un Master en Économie de l'université de Nouvelle-Angleterre en Australie et un doctorat de l'université de Guelph au Canada. Il enseigne à l'université nationale des Samoa, et y devient directeur de la faculté d'Économie et d'Entreprenariat de l'Université nationale des Samoa,,. Il est élu une première fois au Fono (Parlement national) comme député du district de Salega (en) aux élections de 2011, sous l'étiquette du parti d'opposition Tautua Samoa. Il devient le porte-parole de l'opposition parlementaire sur les questions de finances publiques, et accuse le gouvernement du Premier ministre Sailele Malielegaoi de laisser filer la dette publique du pays. 
Il perd son siège de député aux élections de 2016, qui sont une déroute pour le parti,. Pour autant, il est élu comme nouveau chef du parti. Membre de l'Église méthodiste des Samoa, il s'oppose à la décision du gouvernement de taxer les revenus des pasteurs. Il continue par ailleurs de critiquer vivement l'accroissement du déficit public.
Il est candidat malheureux aux élections de 2021. Devancé de seulement onze voix dans la circonscription de Salega 1, il accuse le candidat vainqueur, Fepulea'i Faimata Su'a, de corruption électorale ; ce dernier dépose alors cette même accusation à son encontre en retour. La Cour suprême innocente Fepulea'i Faimata Su'a, et reconnaît Wood Salele coupable de corruption électorale. Il est condamné à dix ans d'inéligibilité.